# ۳دی رلمز
۳دی رلمز (انگلیسی: 3D Realms) شرکت بازی ویدئویی دانمارکی است که در سال ۱۹۸۷ تأسیس شد.